# HEART☆BEAT
「HEART☆BEAT」（ハート・ビート）は、日本のガールズバンド・MARIAの3作目のシングル。

## 概要
- 前作「つぼみ」から約7ヶ月ぶり、アルバム『You Go! 〜We are MARIA〜』からの先行シングル。
- 表題曲はテレビアニメ『デルトラクエスト』のオープニングテーマに起用された。アニメ作品のタイアップを手掛けるのは3作連続、テレビアニメとしては「小さな詩」以来2作ぶりとなった。また、カップリング曲はハウス食品『うまいっしょ』のCMソングに起用された。
- ジャケットの異なる初回生産限定盤と通常盤の2形態で発売され、初回生産限定盤には特典として表題曲のミュージック・ビデオとメイキング映像を収録したDVDが同梱された。

## 収録曲
1. HEART☆BEAT [3:43]
作詞：TATTSU
作曲：れいな
編曲：安原兵衛、宮永治郎
2. JUMP [4:11]
作詞：あゆか
作曲：SACCHIN
編曲：安原兵衛、宮永治郎
3. high×2 フライング☆ [3:51]
作詞・作曲：あゆか
編曲：安原兵衛、宮永治郎
4. HEART☆BEAT (instrumental) [3:44]
作曲：れいな
編曲：安原兵衛、宮永治郎
表題曲のインストゥルメンタルバージョン。

## タイアップ
- テレビ東京系列アニメ『デルトラクエスト』前期オープニングテーマ (#1)
- ハウス食品『うまいっしょ』CMソング (#2)

## 収録アルバム
- You Go! 〜We are MARIA〜 (#1,2)
- MARIA BOX (#1,3)